# Eneias (Bíblia)

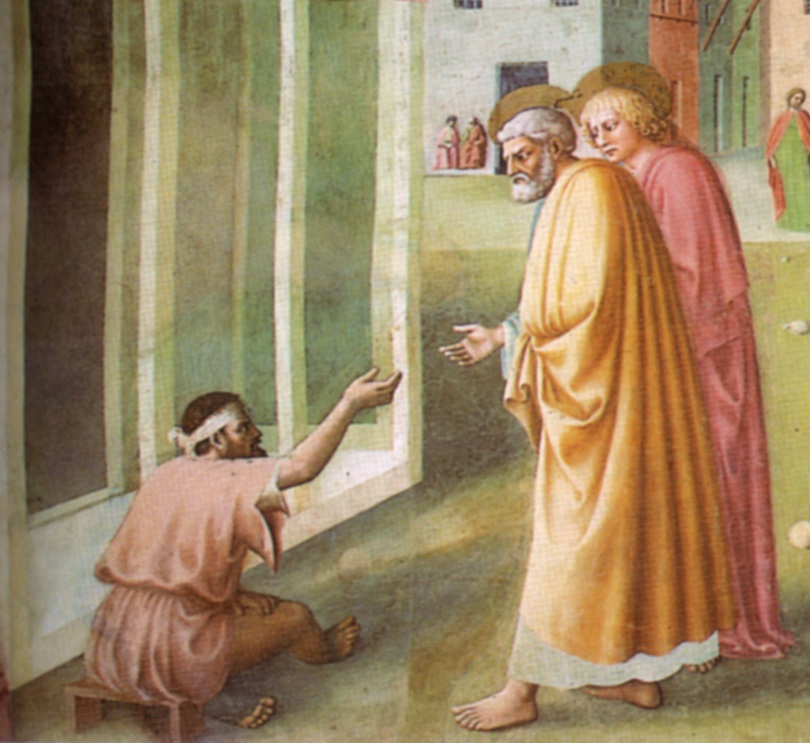
Parte de A Cura do Aleijado e a Ressurreição de Tabita por Masolino da Panicale, 1425.

Eneias é um personagem do Novo Testamento. De acordo com Atos 9:32–33, vivia em Lida, e tinha sido aleijado durante oito anos. Quando Pedro lhe disse: "Eneias, Yeshua, o Messias, o está curando! Levante-se e arrume sua cama!", ele foi curado e se levantou.
F.F. Bruce sugere que Eneias foi "um do grupo local cristão, embora isso não seja expressamente afirmado". A história é seguida de um relato da ressurreição de Dorcas.